# AN–94
Az AN–94 Abakan (oroszul: АН – автомат Никонова [avtomat Nyikonova]) az 1980-as években az AK–74 leváltására kifejlesztett 5,45 mm-es orosz gépkarabély. Gennagyij Nyikolajevics Nyikonov tervezte és az Izsevszki Gépgyár (Izsmas) gyártja. A fegyvert csak az Orosz Fegyveres Erők különleges alakulatai és a belügyi csapatok alkalmazzák. Az orosz terminológia szerint eltolt (vagy késleltetett) impulzusú fegyver.

## Története
A Szovjet Hadseregben 1949-ben rendszeresítették a 7,62×39 mm-es köztes lőszert tüzelő AK–47 gépkarabélyt, amely a lövészcsapatok alapvető fegyverévé vált. Az 1970-es évek közepén vezették be az 5,45×39 mm-es lőszert, és rendszeresítették az AK–74 gépkarabélyt. Mindkét fegyver megbízható és hatékony volt, de hátrányos tulajdonságokkal is rendelkeztek. A nagy megbízhatóságot masszív és nagy tömegű alkatrészekkel (zár, zárkeret, helyretoló rugó) érték el. Ezek a nagy tömegű mozgó alkatrészek a mozgatásukhoz nagy energiát igényelnek, csökkentve ezáltal a lövedék mozgatására fordítható energiát. A nehéz alkatrészek mozgása miatt a fegyver erősen rángat, jelentős a visszarúgása, és emiatt nagyobb a szórás.
Ezen hátrányos tulajdonság kiküszöbölésére 1978-ban a Szovjetunió védelmi minisztériuma Abakan fedőnéven pályázatot írt ki egy új rohamkarabély kifejlesztésére. A követelményrendszerek között volt, hogy 5,45 × 39 mm-es lőszert kell alkalmazni, és a mozgó alkatrészek működtetésére az AK–74-hez viszonyítva kb. tizedannyi energia fordítható. Követelmény volt, hogy az AK–74 kiegészítő szerelékeit (szurony, tár, cső alá szerelhető GP–30 gránátvető) az új fegyverre is fel lehessen szerelni. A pályázaton a lőfegyverekkel foglalkozó jelentős tervezőirodák részt vettek. A visszarúgás csökkentésére a pályázók kétféle módszerrel próbálkoztak: egyrészt ellensúlyos kialakítással a mozgó tömeget kiegyenlítve csökkentették a visszarúgást, másrészt a visszarúgást akarták késleltetni a jó szóráskép érdekében.
1987-re a lőtéri próbákhoz három prototípus készült el. A tulai fegyvergyárból Igor Jakovlevics Sztyecskin a TKB–0146, German Alekszandrovics Korobov a TKB–0111 típusjelű fegyverrel, Nyikonov pedig az izsevszki fegyvergyártól az ASZM típusjelű kísérleti gépkarabéllyal vett részét a pályázaton. Nyikonov konstrukciója a visszarúgás késleltetésével biztosította az első két lövésnél a pontos tüzelést. A tesztek pár hónap alatt lezajlottak, amelyek során Nyikonov gépkarabélya bizonyult a legjobbnak. 1991-ben a fegyver csapatpróbára került és előkészítették a sorozatgyártását. 1993-ban döntöttek az időközben AN–94 típusjelet kapott fegyver rendszeresítéséről, de erre csak 1997-ben került sor.
A fegyver nem terjedt el széles körben. Előállítási költsége az AK–74 költségeinek hatszorosa. Szerkezete lényegesen bonyolultabb, ezért karbantartása és javítása körülményesebb. A fegyvert használók kiképzése is időigényesebb, és ergonómiai kialakítása is kedvezőtlen. A pisztolyszerű markolat kialakítása használat közben kényelmetlen, a tusa behajtott állapotában pedig takarja az elsütőbillentyűt, használhatatlanná téve a fegyvert. Ezt a problémát később a tusa alakjának az átalakításával kiküszöbölték. Az irányzék (nyugati diopteres technikával ellátva, ami a modern korban még egy orosz fegyvertől is elvárható) 5 különböző méretű furattal rendelkezik, és a célzási távolság beállításához ezek közül kell a legmegfelelőbbet kiválasztani. Ezt egy kis elforgatható kar teszi lehetővé, viszont ez az elem sajnos teljesen szabadon van, így minden fajta szennyeződéssel szemben védtelen, és ez a tábori körülmények közötti tisztítást ellehetetleníti. Ráadásul a furatok túlságosan kis méretűek, és nehezen láthatóak. Az elnagyolt gyártás során arra sem ügyeltek, hogy a nézőke pereme éles maradt, így ha a fegyvert nem a kellő óvatossággal kezelik, kiszakíthatja a ruhát.
Habár a fegyver nagyon megbízhatónak bizonyult, a hátrányok és a magas előállítási költségek miatt a Szovjet Hadseregben inkább az AK–74M, majd az azt követő Kalasnyikov-modellek további alkalmazása mellett döntöttek, az eredeti elképzelések ellenére az AN–94 tömeges hadrendbe állítására nem került sor, 1998-tól csak kis sorozatban gyártják. A fegyver előnyös tulajdonsága, a két nagyon pontos és gyors lövéssel megvalósuló tűzcsapás inkább a speciális körülmények közötti alkalmazhatóságot helyezi előtérbe, ezért az Orosz Fegyveres Erők különleges alakulatainál, valamint a rendőrség speciális (terrorelhárító) egységeinél, és a belügyi csapatoknál rendszeresítették.

## Szerkezeti kialakítása
Az AN–94 gázműködtetésű fegyver, de a tüzérségi fegyverek működéséhez hasonlóan a gépkarabély csöve és a vele egy egységet alkotó csőtok lövéskor hátrasiklik. A zárkeret és a zár a csőtokban helyezkedik el. A Kalasnyikov gépkarabélyokhoz hasonlóan forgózáras kialakítású fegyver, de ezt leszámítva működési elve és kialakítása lényegesen eltér azoktól. A töltés-ürítés folyamata teljesen újszerű. Az AN–94-nél egy olyan előtöltő mechanizmust alakítottak ki, amely kétlövéses sorozatnál kimagaslóan nagy tűzgyorsaságot biztosít, a működése pedig biztosítja, hogy a fegyver visszarúgása csak a második lövés leadása után hasson a lövőre. A kettes sorozat kiváltásakor, az egy egységként mozgó cső és csőtok szabadon hátrasiklik, miközben a csőtokban az elvezetett gázok által működtetett forgózár kireteszel, és a zárkeret, valamint a zár is elkezd hátrafelé mozogni és kiveti az üres hüvelyt. A csőtokban a zárkeret és a zár hátrafelé mozgása alatt egy tolattyús előtöltő mechanizmus a tárból a töltényűrbe tolja a következő lőszert. Miután a zárkeret a forgózárral a csőtokban hátsó helyzetbe érkezett, a helyretoló rugó visszatolja, és újra reteszeli a zárat, de közben a cső és a csőtok még mindig hátrafelé mozog. A második lövés kiváltására még azelőtt kerül sor, hogy a fegyver mozgó mechanizmusai szélső helyzetbe érnének, amikor is a fegyvert tartó lövész érzékeli a visszarúgást. Amennyiben a fegyver automata üzemmódban van, a sorozatlövés tovább folytatódik, de a fegyver töltő-ürítő mechanizmusa már hagyományos gázműködtetésű fegyverként működik tovább, vagyis egy ciklus során egy lövés kiváltása valósul meg. Ez a szerkezeti kialakítás egyúttal igen magas, 1800 lövés/perc tűzgyorsaságot tesz lehetővé az első két lövésnél. A hosszabb sorozatoknál az első két lövést követően hagyományos üzemmódban a fegyver tűzgyorsasága 600 lövés/perc. A késleltetés miatt a fegyver visszarúgása csak az első két lövés után jelentkezik, tehát lövésnél a fegyver nem mozdul. 100 m-es céltávolságon, gyakorlott lövésszel az a két lövedék egy pontba csapódik be. Az ilyen kétlövéses tűzcsapás hatékonyan alkalmazható védett célpontok ellen, így például személyi páncéllal vagy egyéb védőfelszereléssel ellátott személy ellen.  Két egy pontba leadott lövés olyan védőfelszereléseket is átüt, amelyek egyébként az 5,45 mm-es lövedék ellen védenek.
Az AN–94 három üzemmódban használható: egyeslövés, kettes (rövid) sorozat, valamint automata üzemmód (hosszú sorozat). A tüzelési mód beállítása a fegyver bal oldalán elhelyezett tűzváltóval történik. Az AK–47-nél lényegesen hatékonyabb csőszájfékre lehet jobb oldalra rögzíteni a szuronyt. A csőszájfék kialakítása olyan, hogy a lövészre ható nyomáshullám mérsékeltebb, mint a korábbi fegyvereknél. Az orosz gépkarabélyok közül elsőként kapott diopteres irányzékot, de a fegyver bal oldalán lévő szabványos sínre optikai irányzék is szerelhető. Az AK–47 30, vagy az RPK–74 45 lőszert befogadó íves szekrénytárat használják hozzá, de alkalmazható az újonnan kifejlesztett, 60 lőszert befogadó négysoros tár is. A fegyver tokja üvegszál-erősítésű műanyagból készül. A tusa jobb oldalra hajtható be.